# مرادآباد (کنارک)
مرادآباد (کنارک)، روستایی از توابع بخش زرآباد شهرستان کنارک در استان سیستان و بلوچستان ایران است.

## جمعیت
این روستا در دهستان زرآباد شرقی قرار دارد و براساس سرشماری مرکز آمار ایران در سال ۱۳۸۵، جمعیت آن ۱۲۴ نفر (۲۸خانوار) بوده‌است.